# 2008年羅傑·費德勒網球賽季
2008年，費德勒僅摘下一座大滿貫單打錦標（美網），在澳網進入四強後，以5-7, 3-6, 65-7直落三盤負於喬科維奇，終止10次連續進入大滿貫決賽的紀錄，法網連續三年進入決賽後，以1-6, 3-6, 0-6直落三盤負於納達爾，在溫網進入決賽後，尋求前所未有的六連冠，等著他的對手正是第三度闖入決賽的納達爾，雙方再度鏖戰五盤，以4-6, 4-6, 7-65, 7-68, 7-9負於納達爾而宣告衛冕失敗，在美網進入決賽後，以6-2, 4-6, 7-5, 6-1直落三盤擊敗英國年輕選手穆雷而衛冕成功，拿下第五座冠軍與第十三座大滿貫。另外，費德勒拿下3座ATP單打冠軍，全是250賽冠軍（埃斯托利爾、哈雷、巴塞爾），網球大師盃進入四強後，以6-4, 63-7, 5-7負於莫瑞，宣告衛冕失敗，不過他在北京奧運會網球男子雙打賽事中，和同胞瓦林卡合作，爆冷擊敗多對雙打名將，意外地奪得金牌。

## 詳述
- 2008年1月，費德勒因病退出庫揚表演賽，醫師判斷為腸胃病毒[4]，之後在澳網準決賽直落三盤敗於德约科维奇。澳網後費德勒被醫生檢查出患了传染性单核白血球增多症已六週，並已自然康復。[5]

- 3月，費德勒在杜拜Duty Free男子賽中第一輪出局。之後，在印第安泉大師賽止步於準決賽，在邁阿密大師賽止步於八強。

- 4月，進入紅土賽季，獲得葡萄牙埃斯托利爾公開賽冠軍、蒙地卡羅大師賽亞軍。

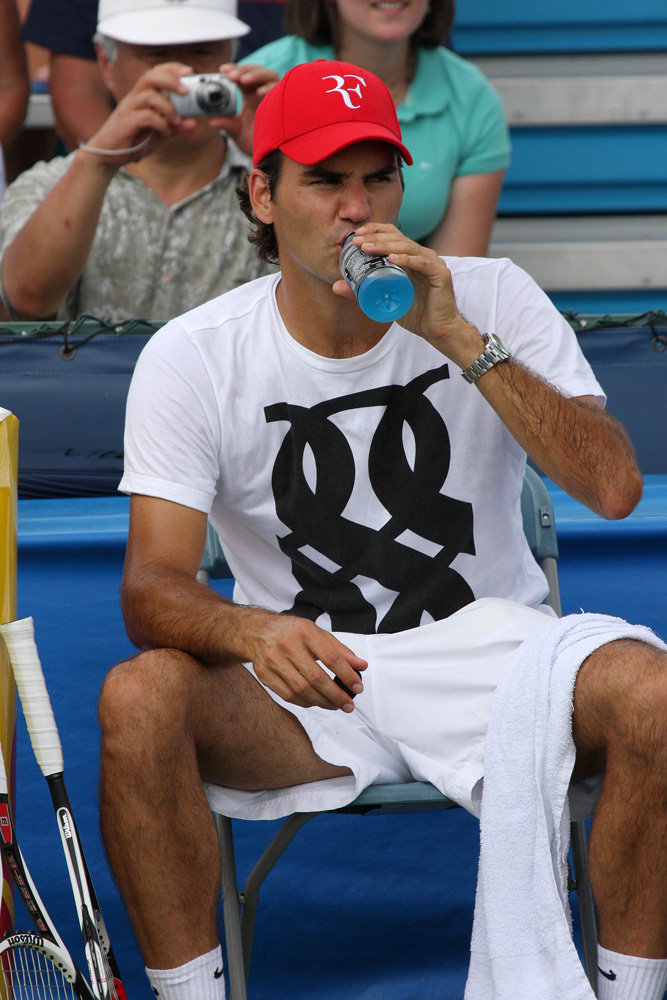
費德勒在2008年辛辛那堤賽事

- 5月，他在羅馬大師賽中止步於八強，之後在漢堡大師賽中獲得亞軍。 在法網亦獲得亞軍。 這三個亞軍均是敗給了拿度。

- 6月，進入草地賽季，在哈雷網球賽中獲得冠軍。

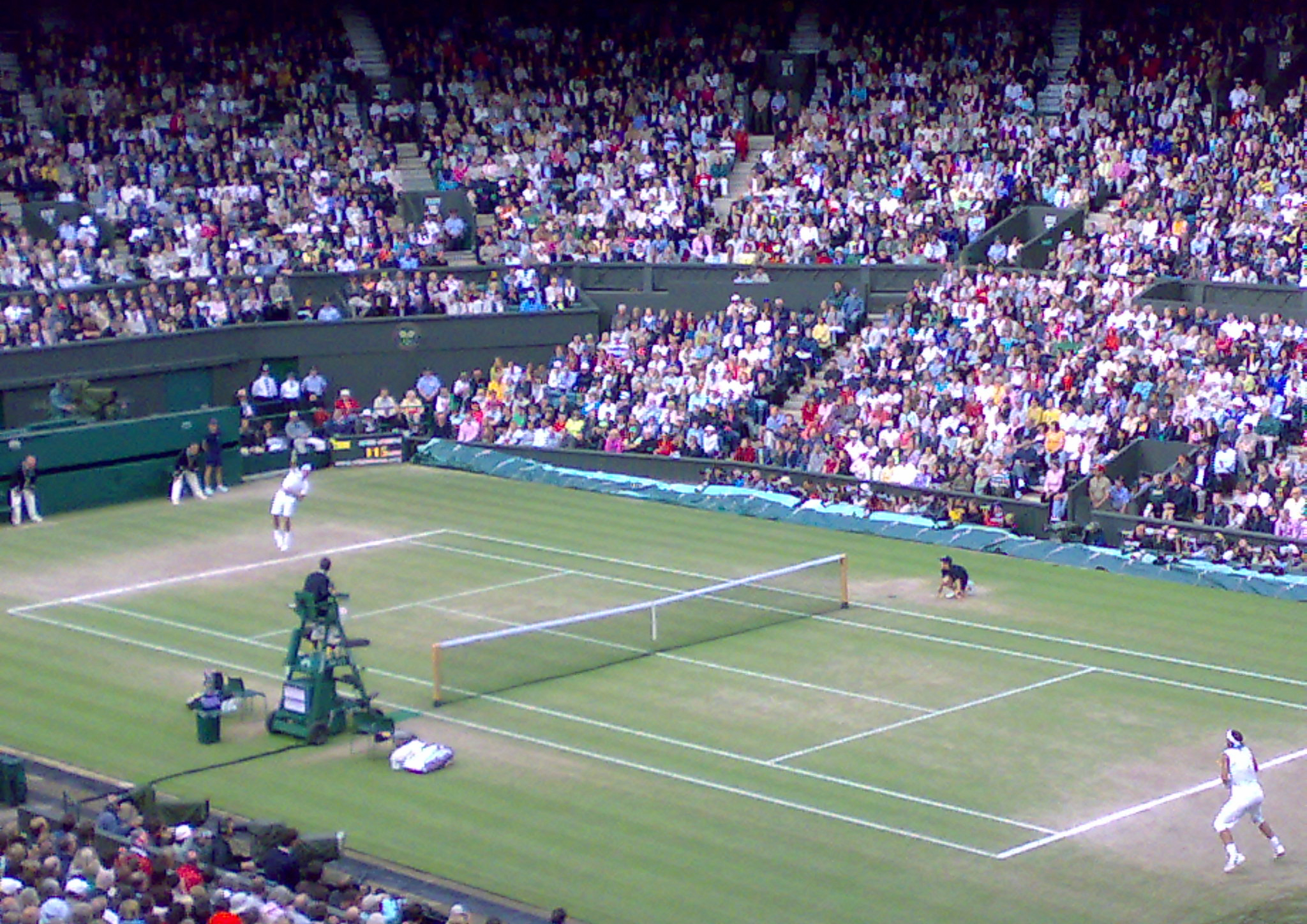
費德勒在2008年溫布頓決賽發球

- 7月，於溫布頓網球錦標賽決賽敗給拿度，雙方於賽事中一直拉鋸，並激戰了五盤才分出高下，結果费德勒以4-6, 4-6, 7-6, 7-6, 7-9，盤數二比三飲恨，未能创造連續六奪溫網的新紀錄。

二週後進入硬地赛季第一站加拿大大师赛第二輪首战出局，之後隔週在辛辛纳提大師賽中第三輪出局。辛辛纳提大師賽的战果及积分形势确定费德勒将于2008年8月18日让出保持了237周的世界第一宝座。
- 唯一安慰的是ATP在七月確定了費德勒參加上海大師盃的資格。

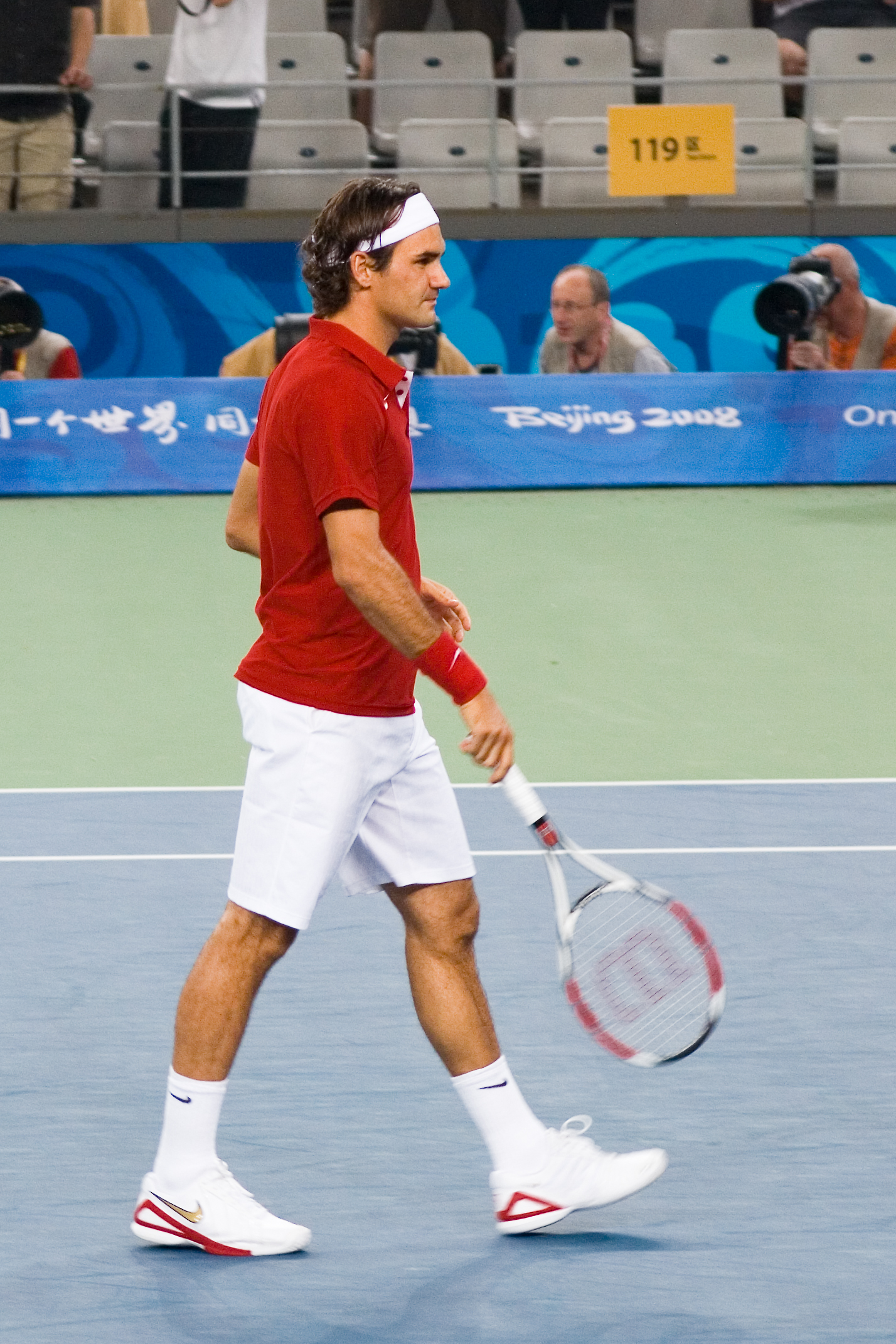
費德勒與同胞瓦林卡在2008年北京奧運會奪得雙打金牌

- 8月，費德勒于8月8日在北京奧運會上作為瑞士的舉旗手，這一天剛好是他27歲的生日。 雖然他在男單16強復仇貝爾迪赫成功，可惜男單四分之一决赛首次败给美國球員布雷克，无缘奥运單打金牌梦。 
  - 不過他在北京奧運會網球男子雙打賽事中，和同胞瓦林卡合作，爆冷擊敗多對雙打名將，包括印度組合布帕蒂和佩斯以及美國雙打名將布萊恩兄弟（和），晉決賽前更是不失一盤，最終他們也在決賽打敗瑞典黑馬組合，意外地奪得金牌。 事實上，他們兩個人的組合在2008年初至北京奧運會前，男子雙打只有一勝一負戰績。[]

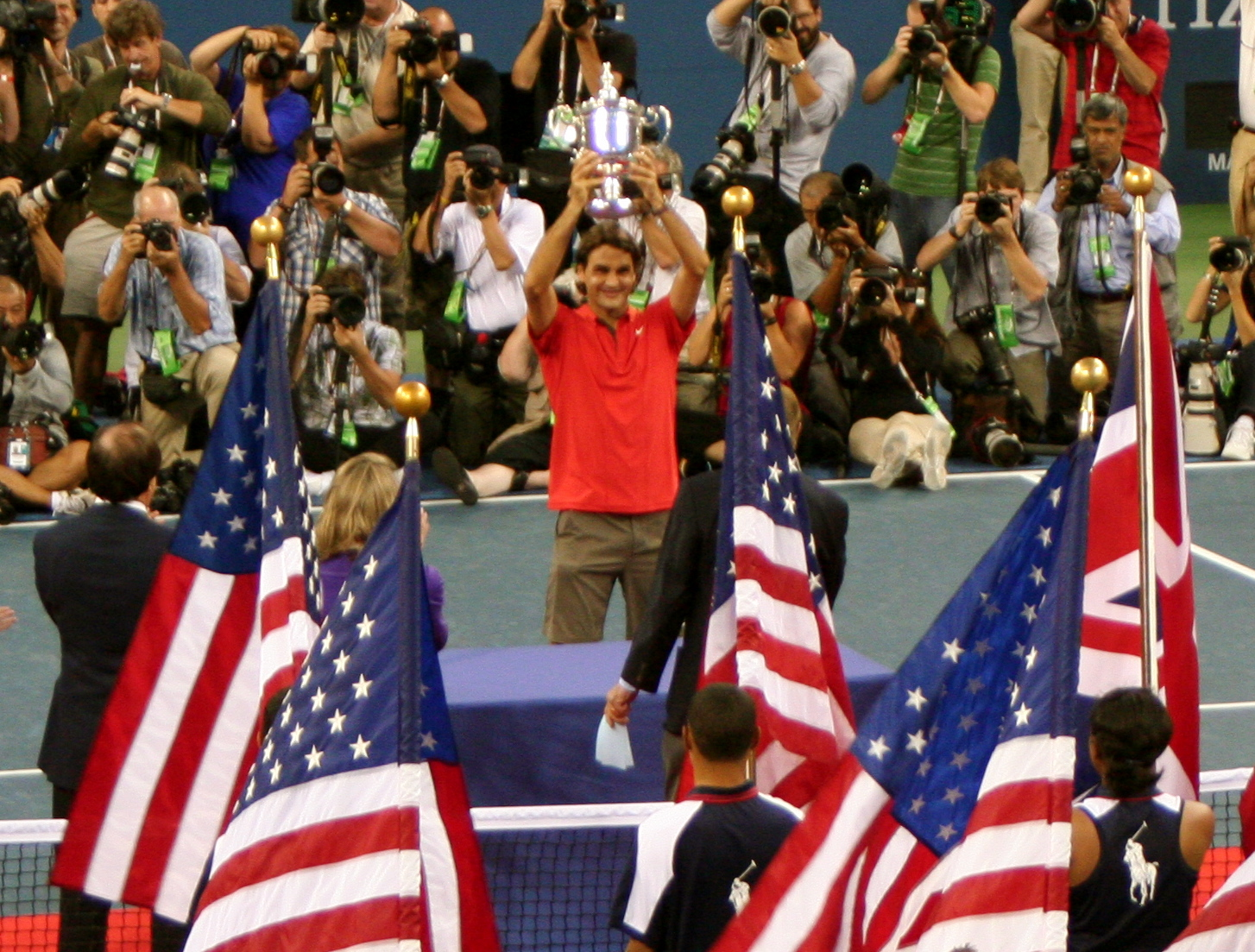
費德勒在2008年美國公開賽完成五連霸偉業

- 8月18日，他維持了四年半的ATP單打世界排名第一寶座終於被宿敵拿度取代。

- 9月8日，在美國網球公開賽男單決賽中，直落三盤（比分：6-2, 7-5, 6-2）擊敗英国小将穆雷，連續第五次奪得美國網球公開賽男子單打冠軍，并且成为了自1968年进入公开赛时代起，第一位在法拉盛实现五连冠的球员。 之後，他卻在馬德里大師賽準決賽被穆雷復仇成功，無緣冠軍。

- 10月26日的巴塞爾大衛杜夫瑞士室內賽中，费德勒又以直落兩盤（比分：6-3, 6-4），首次在男單決賽擊敗宿敵纳尔班迪安，連續第三次奪得該室內賽事的男子單打冠軍。

- 巴黎大師賽，他打入八強，不過因為背傷而退出比賽，而使對手布雷克晉級四強，這是他生涯中第一次退出比賽，這也意味著他在2008年賽季沒有獲得大師賽冠軍，中斷了在2003年以來每年至少獲得一項大師系列賽的紀錄。

- 雖然费德勒失落了該年的年終第一，但他仍信心地揚言在2009年必取回球王寶座。

但事實上，外界有不少人皆質疑費達拿可能因年紀增長而高峰已過，也有人認為他獨特的打法經過近五年被對手持續的觀察，已被打出打破之道。2008年被公認為費達拿職業生涯的低潮。

### 比賽

#### 大滿貫單打比賽
| 2008 | 澳網 | 1R | 勝      | 迪亞哥·哈特菲爾德 | 6-0, 6-3, 6-0              |
| 2008 | 澳網 | 2R | 勝      | 伊沃·卡洛維奇     | 6-1, 6-2, 6-0              |
| 2008 | 澳網 | 3R | 勝      | 揚科·蒂普薩雷維奇 | 65-7, 7-61, 5-7, 6-1, 10-8 |
| 2008 | 澳網 | 4R | 勝      | 托馬什·貝爾迪赫   | 6-4, 7-67, 6-3             |
| 2008 | 澳網 | QF | 勝      | 詹姆斯·布雷克     | 7-5, 7-65, 6-4             |
| 2008 | 澳網 | SF | 負      | 諾華克·祖高域     | 7-5, 6-3, 7-65             |
| 2008 | 法網 | 1R | 勝      | 薩姆·奎里         | 6-4, 6-4, 6-3              |
| 2008 | 法網 | 2R | 勝      | 阿爾伯特·蒙塔涅斯 | 65-7, 6-1, 6-0, 6-4        |
| 2008 | 法網 | 3R | 勝      | 马里奥·安契奇     | 6-3, 6-4, 6-2              |
| 2008 | 法網 | 4R | 勝      | 儒利安·貝內托     | 6-4, 7-5, 7-5              |
| 2008 | 法網 | QF | 勝      | 费尔南多·冈萨雷斯 | 2-6, 6-2, 6-3, 6-4         |
| 2008 | 法網 | SF | 勝      | 加埃爾·蒙菲爾斯   | 6-2, 5-7, 6-3, 7-5         |
| 2008 | 法網 | F  | 負      | 拉斐爾·拿度       | 6-1, 6-3, 6-0              |
| 2008 | 溫網 | 1R | 勝      | 多米尼克·赫巴蒂   | 6-3, 6-2, 6-2              |
| 2008 | 溫網 | 2R | 勝      | 羅賓·索德靈       | 6-3, 6-4, 7-63             |
| 2008 | 溫網 | 3R | 勝      | 馬克·吉克爾       | 6-3, 6-3, 6-1              |
| 2008 | 溫網 | 4R | 勝      | 莱顿·休伊特       | 7-67, 6-2, 6-4             |
| 2008 | 溫網 | QF | 勝      | 马里奥·安契奇     | 6-1, 7-5, 6-4              |
| 2008 | 溫網 | SF | 勝      | 马拉特·萨芬       | 6-3, 7-63, 6-4             |
| 2008 | 溫網 | F  | 負      | 拉斐爾·拿度       | 6-4, 6-4, 65-7, 68-7, 9-7  |
| 2008 | 美網 | 1R | 勝      | 馬西莫·岡薩雷斯   | 6-3, 6-0, 6-3              |
| 2008 | 美網 | 2R | 勝      | 泰亞高·艾華斯     | 6-3, 7-5, 6-4              |
| 2008 | 美網 | 3R | 勝      | 拉德克·斯泰潘內克 | 6-3, 6-3, 6-2              |
| 2008 | 美網 | 4R | 勝      | 伊戈爾·安德烈耶夫 | 6-7, 7-65, 6-3, 3-6, 6-3   |
| 2008 | 美網 | QF | 勝      | 吉尔·穆勒         | 7-65, 6-4, 7-65            |
| 2008 | 美網 | SF | 勝      | 諾華克·祖高域     | 6-3, 5-7, 7-5, 6-2         |
| 2008 | 美網 | F  | 勝 (13) | 安迪·梅利         | 6-2, 7-5, 6-2              |

## 參看
- 羅傑·費德勒
- 羅傑·費德勒生涯統計
- 2008年美国网球公开赛

## 外部連結
- ATP世界巡迴賽 > 選手 > 羅傑·費德勒 > 比賽動態 > 2008（页面存档备份，存于）